# Charles-Alphonse-Pantaléon Pelletier

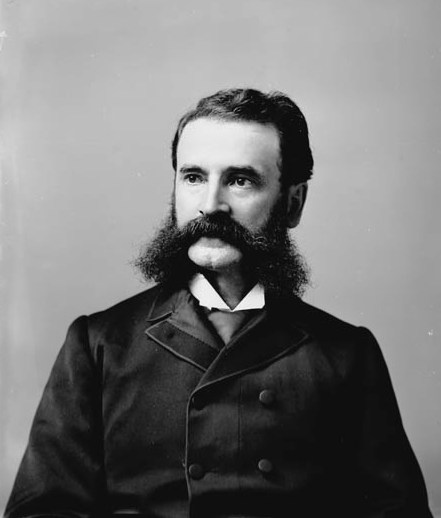
C.-A.-P. Pelletier

Sir Charles-Alphonse-Pantaléon Pelletier, KCMG, PC, QC (* 22. Januar 1837 in Rivière-Ouelle, Québec; † 29. April 1911 in Sillery, Québec) war ein kanadischer Politiker. Von 1869 bis 1877 war er liberaler Abgeordneter des Unterhauses, danach bis 1904 Mitglied des Senats. Knapp zwei Jahre war er kanadischer Landwirtschaftsminister. Schließlich amtierte er von 1908 bis zu seinem Tod als Vizegouverneur der Provinz Québec.

## Biografie
Pelletier studierte Recht an der Université Laval und erhielt 1860 die Zulassung als Rechtsanwalt. Seinen Beruf übte er in der Provinzhauptstadt Quöbec aus. Daneben diente er freiwillig in der Miliz und stieg bis zum Rang eines Majors auf. Als Kandidat der Liberalen Partei Kanadas trat er zur Unterhauswahl 1867 an, die Wahl in seinem Wahlbezirk Kamouraska musste jedoch wegen gewalttätiger Ausschreitungen zwischen den politischen Lagern annulliert werden. Schließlich entschied er im Februar 1869 die Nachwahl für sich.
1872 und 1874 gelang Pelletier jeweils die Wiederwahl. 1873 ließ er sich auch in die Nationalversammlung von Québec wählen, gab aber dieses Mandat im darauf folgenden Jahr auf, da Doppelmandate auf Bundes- und Provinzebene nicht mehr erlaubt waren. Premierminister Alexander Mackenzie ernannte Pelletier im Januar 1877 zum Senator und nahm ihn als Landwirtschaftsminister in das Bundeskabinett auf. Sein Amt als Minister übte er bis Oktober 1878 aus.
Von 1885 bis 1905 war Pelletier Rechtsberater der Stadt Québec. In den Jahren 1896 bis 1901 amtierte er als Speaker des Senats. Er gab seinen Senatssitz auf, als Generalgouverneur Lord Grey ihn am 15. September 1908 als Vizegouverneur von Québec vereidigte. Dieses repräsentative Amt übte er bis zu seinem Tod aus.